# Atafu
Atafu és un atol del grup de les Tokelau, sota sobirania de Nova Zelanda. Està situat a l'oest del grup.

## Geografia
L'atol té uns 4 km d'ampla i 6 de llarg. Té uns 600 habitants.
Atafu és el nom de la illot al nord-oest on hi ha l'única població, de nom també Atafu, amb dos llocs on poden ancorar embarcacions. La part nord del llac central permet l'entrada de les embarcacions en cas d'emergència.
Les altres illes on hi ha algun establiment són: Fenualoa (al sud-oest) i Te Alofi i Tamaseko a l'oest. Els illots de l'est estan deshabitats.

## Història
Atafu va ser descobert per l'anglès John Byron, el 1765, i l'anomenà Duke of York.